# ソポト (ブルガリア)
ソポト（ブルガリア語: Со̀пот / Sopot）は、ブルガリア中部の町、およびそれを中心とした基礎自治体であり、プロヴディフ州に属する。バルカン山脈の南の斜面のふもとにあり、山脈の南に広がるバラの谷（下バルカン渓谷）と称される渓谷の中にある。
カルロヴォから西に5キロメートル、ブルガリアの首都ソフィアからは東に136キロメートル、プロヴディフ州の州都プロヴディフからは北に63キロメートル、トロヤンからは南に61キロメートルのところにある。ブルガリアの国民的詩人イヴァン・ヴァゾフ（Иван Вазов / Ivan Vazov）生誕の地であり、また機械製造の拠点ともなっている。

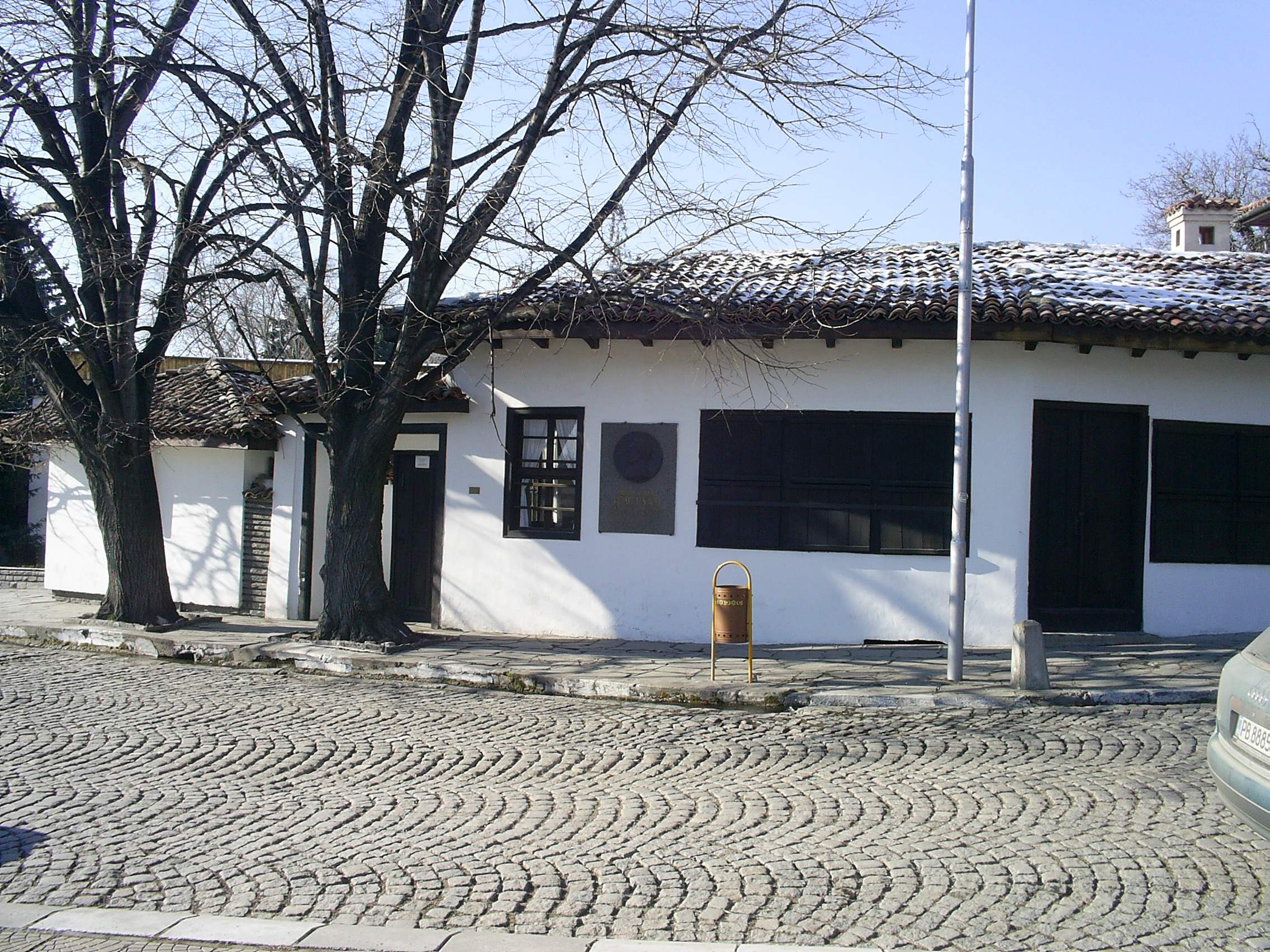
町の博物館として使用されている古い建物

コンスタンティン・イレチェク（Konstantin Jireček）によると、この地名はスラヴ祖語に由来しており、スラヴ語圏には同じ地名が数多く存在している。この町に関する情報はオスマン帝国時代の文献にも見られる。18世紀から19世紀にかけての民族復興期（Bulgarian National Revival）には、工芸と交易の拠点として栄え、「黄金のソポト」と呼ばれた。ソポトの民は質の高い手織物、組みひも、毛皮、皮革製品を作り出し、その品物はオスマン帝国各地で売買された。
1877年の独立戦争の時には、町の人々は虐殺されたり追放されたりした。共産党支配時代の1950年から1965年までの間、ヴァゾヴグラト（Вазовград / Vazovgrad）と呼ばれたが、その後もとの名前に戻された。
ブルガリアの教育者のさきがけとなったネデリャ・ペトコヴァ（1826年 - 1894年、Неделя Петкова / Nedelya Petkova）は、この地の聖生神女進堂女子修道院の学校で学んだ。
住民のほぼ全てはキリスト教徒であり、そのほとんどが正教徒であるが、福音派やカトリックの家族も住んでいる。

## 町村
ソポト基礎自治体（Община Сопот）にはその中心であるソポトをはじめとする、以下の町村（集落）が存在している。
| - Анево | - Сопот |

## 命名
南極大陸、サウス・シェトランド諸島のリヴィングストン島（Livingston Island）にあるソポト山麓氷河（Sopot Ice Piedmont）はこの町にちなんで命名された。